# Xã Sharon, Quận Medina, Ohio
Xã Sharon (tiếng Anh: Sharon Township) là một xã thuộc quận Medina, tiểu bang Ohio, Hoa Kỳ. Năm 2010, dân số của xã này là 5.111 người.